# 713 Luscinia
Luscinia è un asteroide della fascia principale del diametro medio di circa 105,52 km. Scoperto nel 1911, presenta un'orbita caratterizzata da un semiasse maggiore pari a 3,3883829 UA e da un'eccentricità di 0,1658411, inclinata di 10,35868° rispetto all'eclittica.
Stanti i suoi parametri orbitali, è considerato un membro della famiglia Cibele di asteroidi.
Il suo nome fa riferimento agli uccelli del genere Luscinia, comunemente detti usignoli.